# Porta da Esperança
Porta da Esperança foi um programa de televisão brasileiro apresentado por Silvio Santos e exibido pelo SBT aos domingos, entre 1984 e 1996. Era um dos principais quadros do Programa Silvio Santos, exibido por volta das 18h, chegando a liderar a audiência no horário.

## Formato
O quadro baseava-se na assistência aos telespectadores, sendo considerado o primeiro programa assistencialista da televisão brasileira, servindo de modelo para outros programas.
O apresentador convidava os telespectadores a enviar uma carta contando suas necessidades (como uma ferramenta de trabalho, um carro, uma casa), desejos (como uma viagem, um quimono, um instrumento musical), ou até mesmo reencontrar alguém desaparecido ou conhecer algum artista famoso. As milhares de cartas recebidas passavam por uma rigorosa triagem dos produtores do programa. Algumas dessas cartas chegavam a ser enviadas para outros apresentadores ou atores da rede, como o jornalista e apresentador Boris Casoy.
Os telespectadores cujos casos eram selecionados eram convidados a ir gravar o programa, onde suas vidas eram apresentadas e o pedido justificado, na esperança de ter a solicitação realizada. O apresentador do programa mantinha suspense sobre esse acontecimento, até a hora do clímax, quando Sílvio Santos dizia o seu clássico bordão:
| “ | Vamos abrir as portas da esperança!!… | ” |

Assim que Sílvio Santos dizia essa frase, duas portas de correr abriam para onde via-se um empresário ou representante de uma empresa que iria realizar o sonho ou o desejo do participante.
O programa apresentava 3 histórias, em três blocos de dez minutos. No encerramento do programa, era mostrada uma vinheta com a imagem de um ator no papel de Jesus Cristo, e as seguintes palavras, na voz do dublador Carlos Campanile, com o fundo musical Entends-tu Les Chiens Aboyer, de Vangelis:
| “ | Paz, amor, fé, esperança, luz e união. Não são apenas palavras. Você tem certeza que já fez tudo que podia pelo seu semelhante? Pense bem. Pois um dia vamos nos encontrar. E eu gostaria muito de chamá-lo de meu filho. | ” |

Essa vinheta voltou a ser exibida na madrugada de 11 para 12 de março de 2019, no final do primeiro programa da 6ª temporada do The Noite com Danilo Gentili, intitulado The Noite Awards e recebeu um remake com Theo Becker no papel de Jesus, exibido no episódio de 28 de outubro de 2021 de The Noite com Danilo Gentili.

### Resultados
Grande parte dos pedidos eram atendidos pelo programa. Aqueles não atendidos poderiam voltar a participar, se desejassem, enviando novas cartas. Houve participantes que gravaram mais de um programa.

### Término e sucessores
O quadro deixou de ser exibido no final de 1996.[carece de fontes?] Posteriormente, houve na televisão brasileira diversos programas comerciais de caráter assistencialista, porém com quadros e formatos diferentes, como no Programa do Ratinho (Voltando pra Casa), Show da Gente (Um Dia de Princesa), Domingo Legal (De Volta para Minha Terra e Construindo um Sonho), Programa do Gugu (Sonhar mais um Sonho e De Volta pro Meu Aconchego), Caldeirão do Huck (Lar Doce Lar e Lata Velha), O Melhor do Brasil (Hora da Virada e Confesso Que Vivi), Domingo Show, dentre outros.
Em janeiro de 2016, estava previsto o retorno da atração, agora como quadro dentro do Programa do Ratinho, comandado pelo apresentador Ratinho às quartas. No entanto, a continuidade do projeto foi barrada por Silvio Santos.
Em 4 de dezembro de 2019, foi anunciada novamente o retorno do programa, sem uma data definida para a estreia. No entanto, o retorno foi adiado em razão da pandemia de COVID-19.
Em 2021, a atração foi reprisada no Programa Silvio Santos em três episódios, sendo um com Sandy e Junior, outro com Gretchen, e o terceiro com alguns integrantes da Jovem Guarda.[carece de fontes?]
Em 13 de outubro de 2024, o programa retornou com uma edição inédita após 28 anos, desta vez em uma versão mirim intitulada Portinha da Esperança, em homenagem ao Dia das Crianças. A apresentadora concedeu desejos a três crianças: uma que nunca teve uma boneca e pediu o brinquedo de presente, outra fã da novela A Caverna Encantada que desejava uma bicicleta, e a última, que tinha o sonho de visitar um parque aquático. Em 22 de dezembro de 2024, o mesmo programa foi exibido como um especial de Natal. Nesta edição, uma garota pediu gibis do cartunista Maurício de Souza, outra sonhava em se tornar pianista e ganhar um piano para iniciar sua carreira, e a terceira desejava fazer um curso de confeitaria e ganhar uma máquina de salgadinhos para ajudar a financiar seus estudos.